# Wohnhaus Hafenstraße 199

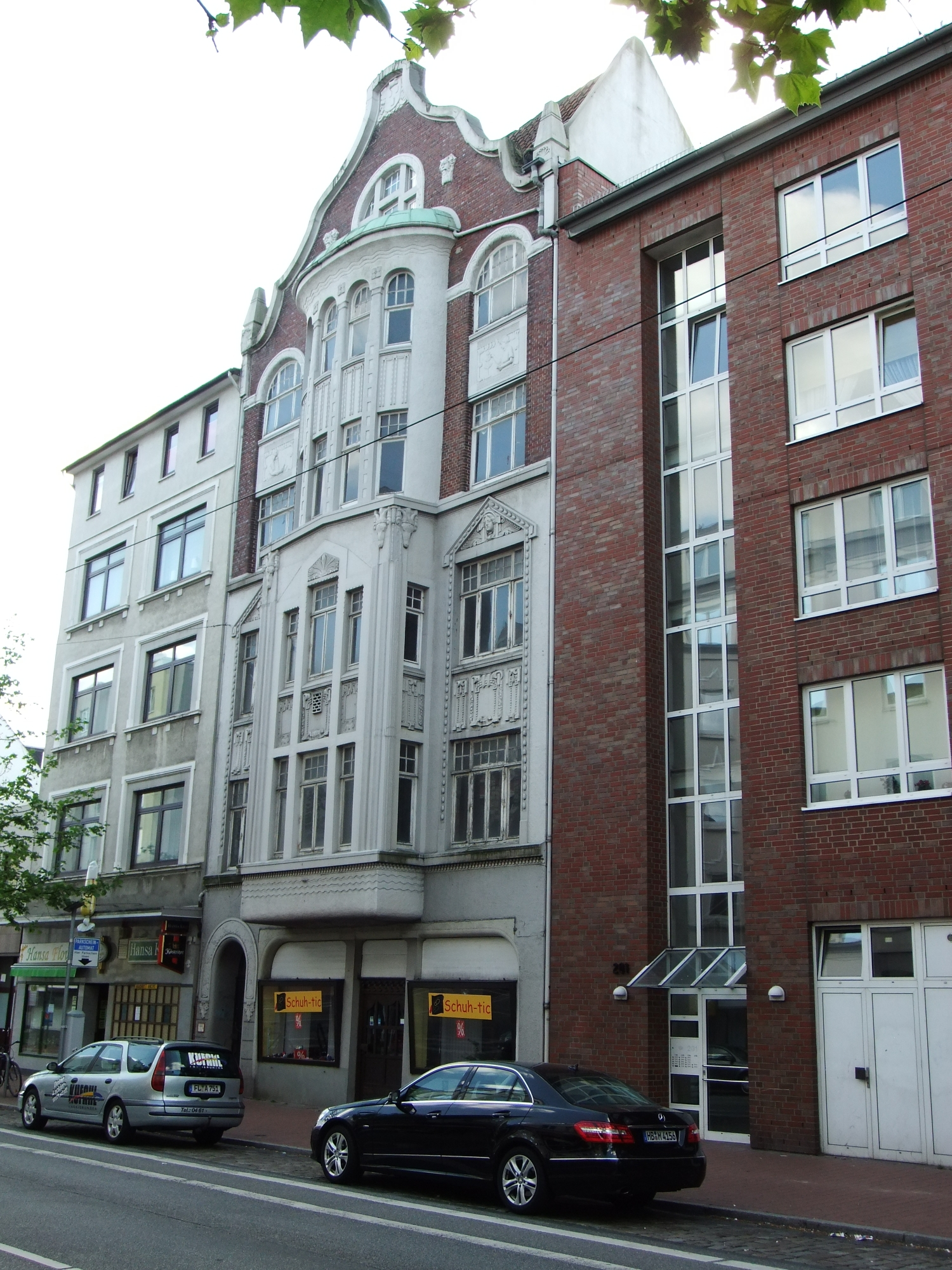
Wohnhaus Hafenstraße 199

Das Wohnhaus Hafenstraße 199 in Bremerhaven–Lehe entstand bis 1909. 
Das Gebäude steht seit 1976 unter Bremer Denkmalschutz.

## Geschichte
Der Flecken Lehe erlebte nach dem Ausbau der Häfen in Alt-Bremerhaven einen rasanten Aufschwung und die Anzahl der Einwohner wuchs von 1885 bis 1910 von 10.955 auf 37.457.
Das fünfgeschossige, verputzte und verklinkerte, neobarocke und teils eklektisistische Mietshaus der Jahrhundertwende wurde nach Plänen des Architekten K. Kappelmann für den Kaufmann C. Clement gebaut. Das Gebäude mit einem mittigen halbrunden Erker wird markant betont durch seinen barocken Giebel. Erwähnenswert sind seine Gestaltungselemente im Jugendstil.
Das Wohn- und Geschäftshaus mit rund zehn Wohnungen und einem Ladenlokal befindet sich seit seiner Errichtung in wechselndem Privatbesitz. Nach 20-jährigem Leerstand sollte es ab 2019 saniert werden, dies verzögerte sich jedoch. Zum Schutz der Passanten veranlasste das Bremerhavener Bauordnungsamt 2021 das Aufstellen eines Tunnelgerüsts.
In der Nachbarschaft in der Hafenstraße stehen als Nr. 153 und Nr. 192 aus derselben Zeit noch weitere denkmalgeschützte Gebäude.